# Préhistoire du Pays valencien

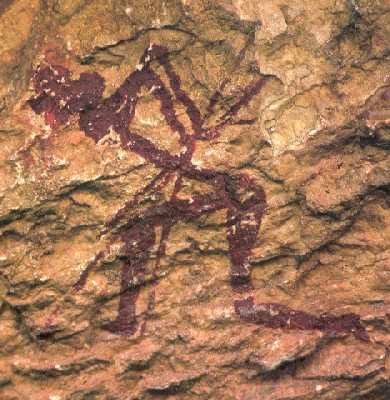
Peintures rupestres au Barranc de la Valltorta, province de Castellón.

La Préhistoire du Pays valencien commence au Paléolithique inférieur, avec les premières traces laissées par l'Homme dans la région de Valence, et s'achève avec l'arrivée des Carthaginois, puis des Romains, sur l'actuel territoire de la communauté de Valence, en Espagne.